# Steironepion moniliferum
Steironepion moniliferum is een slakkensoort uit de familie van de Columbellidae. De wetenschappelijke naam van de soort is voor het eerst geldig gepubliceerd in 1844 door G.B. Sowerby I.